# Stertinius capucinus
Stertinius capucinus là một loài nhện trong họ Salticidae.
Loài này thuộc chi Stertinius. Stertinius capucinus được Eugène Simon miêu tả năm 1902.